# Martwa Wisła
De Martwa Wisła (Duits: Tote Weichsel; Nederlands, letterlijk: Dode Weichsel) is een rivier in Polen. Het is een westelijke zijtak van de Wisła en mondt uit in de Baai van Gdansk. De Martwa Wisła stroomt door Gdansk en wordt gevoed door een kanaal vanaf de Wisła. 